# Hollywood Rip Ride Rockit
Hollywood Rip Ride Rockit est un parcours de montagnes russes du parc Universal Studios Florida, situé à Orlando, en Floride, aux États-Unis.

## Les trains
Hollywood Rip Ride Rockit a 7 trains de deux wagons. Les passagers sont placés à 2 de front sur 3 pour un total de 12 passagers par train. Chaque siège est équipé d'un système sonore avec deux haut-parleurs placés dans l'appuie-tête. Avec un écran tactile, les passagers peuvent choisir un morceau de musique pour l'écouter pendant l'attraction.

## Choix de musiques
Depuis le 29 aout 2023, les passagers peuvent choisir entre cinq chansons :
- Classic rock et heavy metal :

Welcome to the Black Parade — My Chemical Romance ;
- Rap et hip-hop :

Humble — Kendrick Lamar ;
- Musique électronique :

Sandstorm — Darude ;
- Pop et disco :

Waterloo — ABBA ;
- Musique country :

Man! I Feel Like a Woman! — Shania Twain.
Auparavant, 30 morceaux, répartis en 5 catégories, étaient proposés :
- Classic rock et heavy metal :

Bring Me to Life — Evanescence ;
Paralyzer (en) — Finger Eleven ;
Born to be Wild — Hinder ;
Rollin’ (en) — Limp Bizkit ;
Kickstart My Heart (en) — Mötley Crüe ;
Gimme All Your Lovin' — ZZ Top.
- Musique électronique :

Intergalactic (en), Beastie Boys ;
Busy Child (en) — The Crystal Method ;
Keep Hope Alive (en) — The Crystal Method ;
Harder, Better, Faster, Stronger — Daft Punk ;
Pump Up the Volume — MARRS ;
Le Disko (en) — Shiny Toy Guns.
- Musique country :

Midnight Rider (en) — The Allman Brothers Band ;
The Devil Went Down to Georgia — Charlie Daniels Band ;
Guitars, Cadillacs, Etc., Etc. (en) — Dwight Yoakam ;
I Can Sleep When I'm Dead (en) — Jason Michael Carroll (en) ;
Living in Fast Forward'' (en) — Kenny Chesney ;
All Night Long — Montgomery Gentry.
- Rap et hip-hop

Sabotage — Beastie Boys
Don't Phunk with My Heart — The Black Eyed Peas
Pump It — The Black Eyed Peas
Insane in the Brain (en) — Cypress Hill
Stronger — Kanye West
Rock Star (en) — N.E.R.D.
- Pop et disco

Bad Girls — Donna Summer
Glamorous — Fergie
I Will Survive — Gloria Gaynor
That's the Way (I Like It) — KC and the Sunshine Band
U Can't Touch This — MC Hammer
Hella Good (en) — No Doubt